# カラカンド

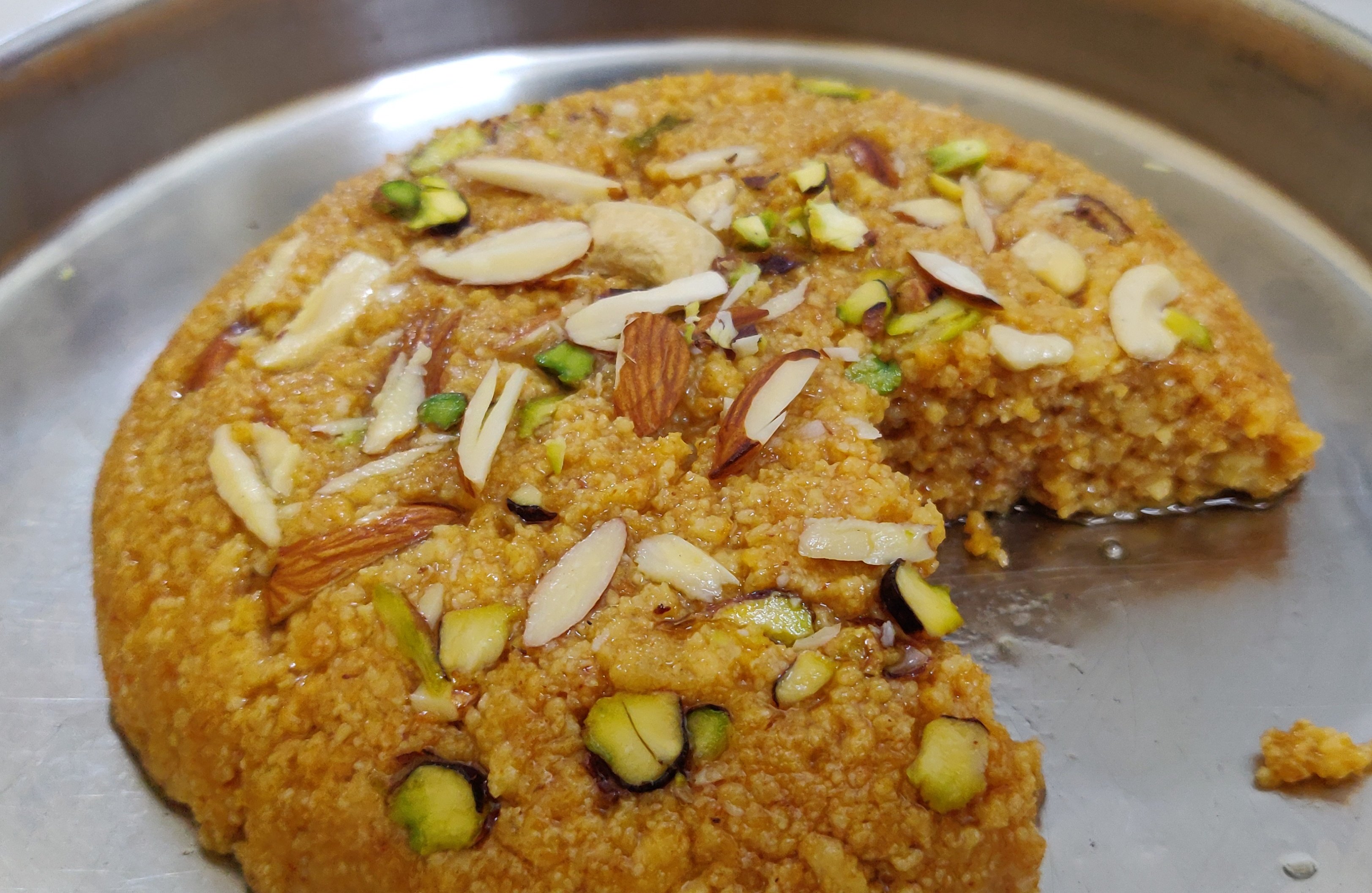
カラカンドの例。砂糖を加え、ナッツやドライフルーツをトッピングしたもの。

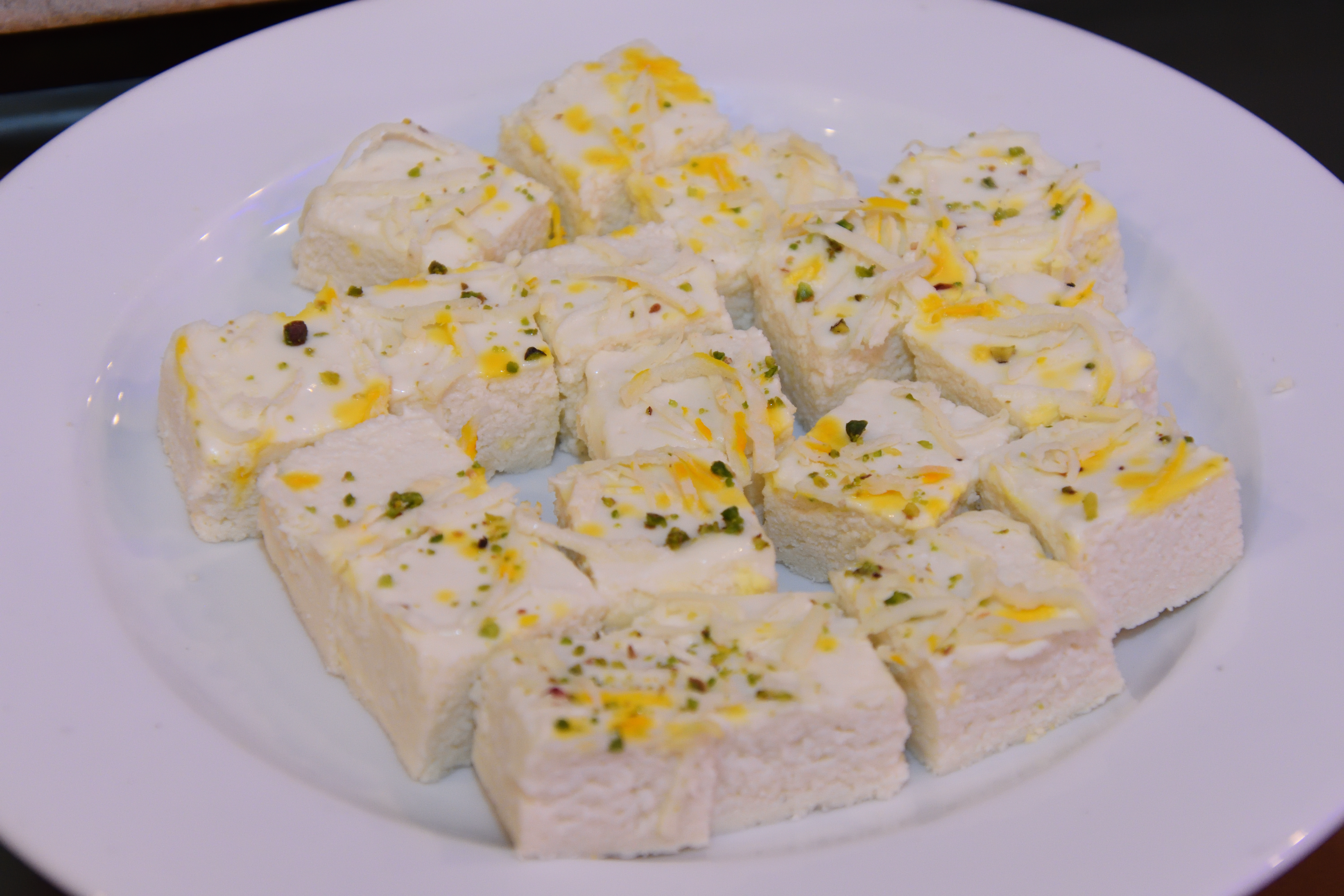
カラカンドの例

カラカンド（ヒンディー語: कलाकंद、kalakand）は、インドの生菓子。牛乳を煮詰めて固めて作る。

## 概要
インドでは祝い事の際に「ミタイ（mithai）と呼ばれる甘い菓子を食する習慣がある。カラカンドも、そういったインドの甘い菓子の1つで、代表的な菓子の1つである。砂糖や香辛料を加える、ドライフルーツをトッピングするなど、レシピは様々である。
2023年公開のインド映画『花嫁はどこへ?』では、主人公の1人プールが自立心を芽生えさせる契機としてカラカンドを作るシーンがある。

## 歴史
1947年にラージャスターン州アルワルのハルワイ（インドのカーストとしての菓子職人職）だったBaba Thakur Das & Sonsによって考案された。Baba Thakur Das & Sonsは同年のインド・パキスタン分離独立に際してパキスタンへ移民した。

## 作り方の例
本節の出典。
1. チェナー（インドのフレッシュチーズ）を漉しておく。濾したチェナーはフードプロセッサーを使うか、手もみで柔らかくしておく。
2. 全乳と水を混ぜ、沸騰させてかき混ぜながら、全量が半分くらいになるまで煮詰める。
3. 煮詰めたところへ、柔らかくなったチェナーを加え、濃厚なペースト状になるまで加熱する。
4. 砂糖を加え、イギリスのファッジくらいの粘度になるまでかき混ぜ続ける。
5. ギーかバターを加え、光沢が出るまで5分間ほど混ぜ続ける。
6. バターを塗ったトレイまたは大皿に長方形の形に広げ、ピスタチオなどを添える。
7. 冷ました後、正方形にカットする。